# 강건성
강건성(Robustness)은 구조적으로 튼튼하고 건강해지는 특성이다. 체계에 관한 맥락에서는 체계의 기능적인 측면에 영향을 끼칠만한 동요를 견디는 능력을 가리킨다. 다시 말하자면 강건성은 "초기의 안정한 배열의 적응 없이 변화에 저항하는 체계의 능력"이라고 정의할 수 있다. "작은 문제에서의 강건성"은 동요의 크기가 작을 때, "크다", "작다"는 개념의 적용은 맥락에 따라 달라지기 때문에 "작은" 크기 가설은 입증하기 어려울 수 있다는 것을 고려하는 상황을 가리킨다. 대조적으로 "큰 문제에서의 강건성"은 동요의 크기에 대해 크든 작든 어떠한 가정도 할 수 없는 상황을 가리킨다. 사람들은 강건성은 저항성(resistance), 회피성(avoidance)의 두 가지 차원을 가지고 있다고 이야기해왔다.

## 예시
강건성은 다른 맥락에서는 다음과 같은 것들을 의미할 수 있다:
- 생물
  - 강건성 (진화)(영어판), 동요를 겪은 이후 체계 특성의 지속 (변이적 강건성과 환경적 강건성을 포함함)
  - 강건성 (형태학)(영어판), 굳세고 묵직한 체형
- 강건 제어(영어판)
- 강건 최적화(영어판)
- 강건 결정, 가능한 한 불확실성에 면역성을 가지며 모든 구성성분이 형성된지 오래 뒤에도 멀쩡하게 유지되는 결정
- 강건 의사 결정(영어판)
- 강건 통계(영어판), 데이터가 만들어진 실제의 모형이 어쩐지 가정에서 조금 벗어나더라도 제대로 작동하는 통계적 기술
- 견고성 (컴퓨터 과학)
- 강인성 (경제)(영어판)
- 구조적 견고성(영어판)
- 'Robust', 보리 6열 품종

## 참고 문서
- 고장 허용 체계(en:fault torelance)와 그 링크
- 회복탄력성(resilience)

## 같이 보기
- 장애 허용 시스템
- 견고함의 원칙